# Plateau de Mouthoumet
Le plateau de Mouthoumet est un massif paléozoïque situé au centre du massif des Corbières, dans le département de l'Aude.

## Géographie

### Situation, limites

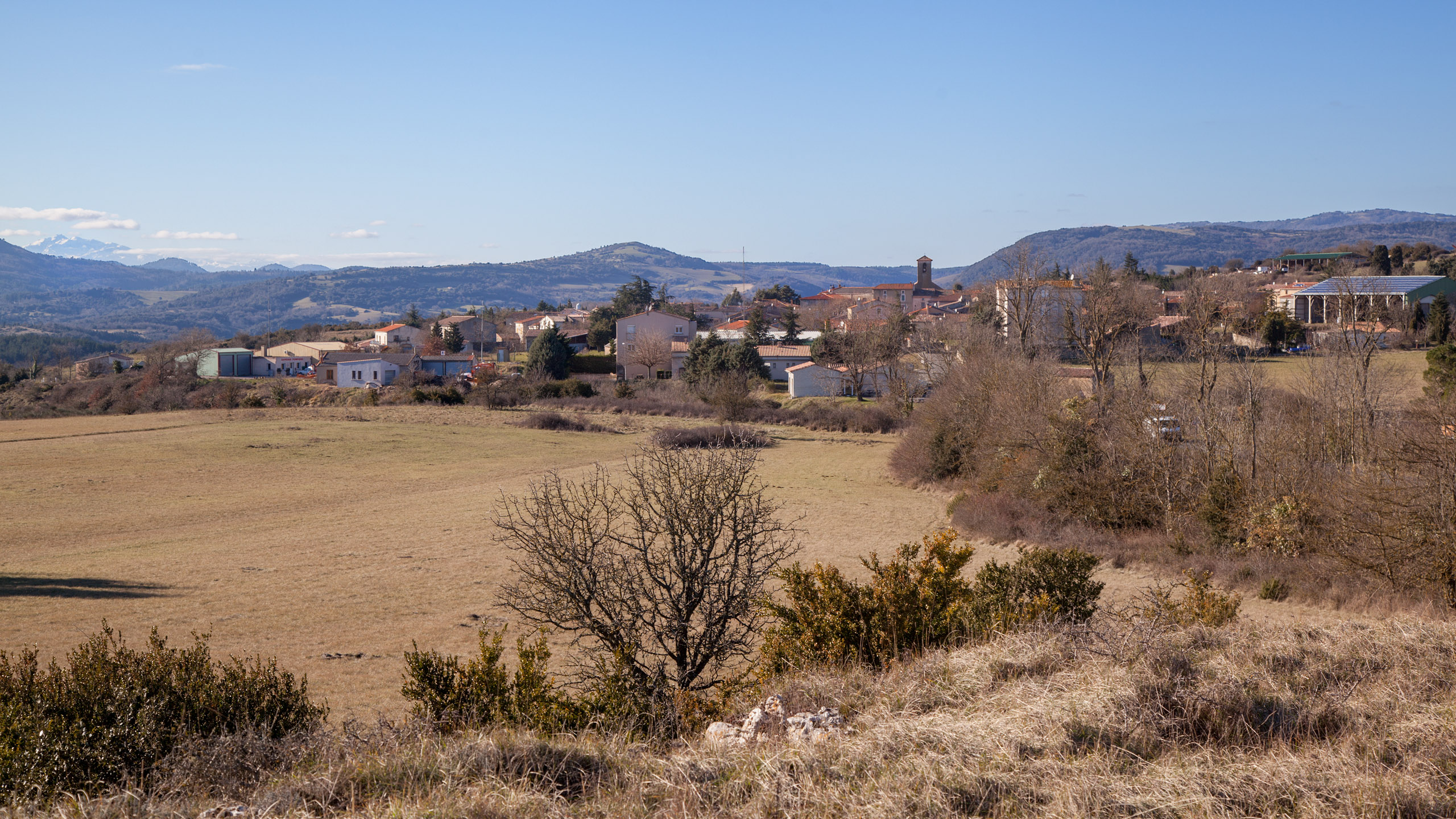
Le massif de Mouthoumet encadre le village. Vue depuis l'ouest.

Le Mouthoumet est à mi-distance de la montagne Noire au nord et de la zone axiale des Pyrénées au sud.
Il s'allonge dans le sens est-ouest, mais il est divisé vers l'ouest en deux longues branches (l'ensemble formant comme une pince de crabe), qui se séparent au village de Mouthoumet. La branche nord (dite aussi branche d'Alet) va jusqu'à l'Aude vers Alet-les-Bains ; la branche sud (dite aussi branche de Cardou) va jusqu'à Montferrand, 1,2 km au nord-est de Rennes-les-Bains,,. Les villages de Peyrolles, Serres, Arques et Albières ne participent pas du Mouthoumet mais se trouvent entre ses deux grandes branches vers l'ouest ; des parties de leurs communes sont cependant incluses dans le massif.
À l'est, le Mouthoumet s'étend jusqu'à Saint-Jean-de-Barrou. Sa plus grande longueur est d'environ 45 km,,.
Son point le plus au nord est entre Caunette-sur-Lauquet et Belcastel-et-Buc. Son point le plus au sud est approximativement au col de Recoulade (commune d'Auriac). Sa largeur moyenne approximative est de 12 km.
Sa surface totale avoisine les 418 km2,.

### Topographie
Le point culminant est à 924 m d'altitude au bois d'Ournes, sur la commune de Valmigère à 2,4 km à l'est-nord-est du bourg.

### Hydrographie
L'Orbieu, affluent du fleuve Aude en rive droite, prend source sur la commune de Fourtou et s'écoule vers le nord pour son parcours dans le massif ; les gorges de l'Orbieu traversent la branche nord. Le Sou, affluent de l'Orbieu, a creusé les gorges de Terminet au nord de Termes près de la limite nord du massif.

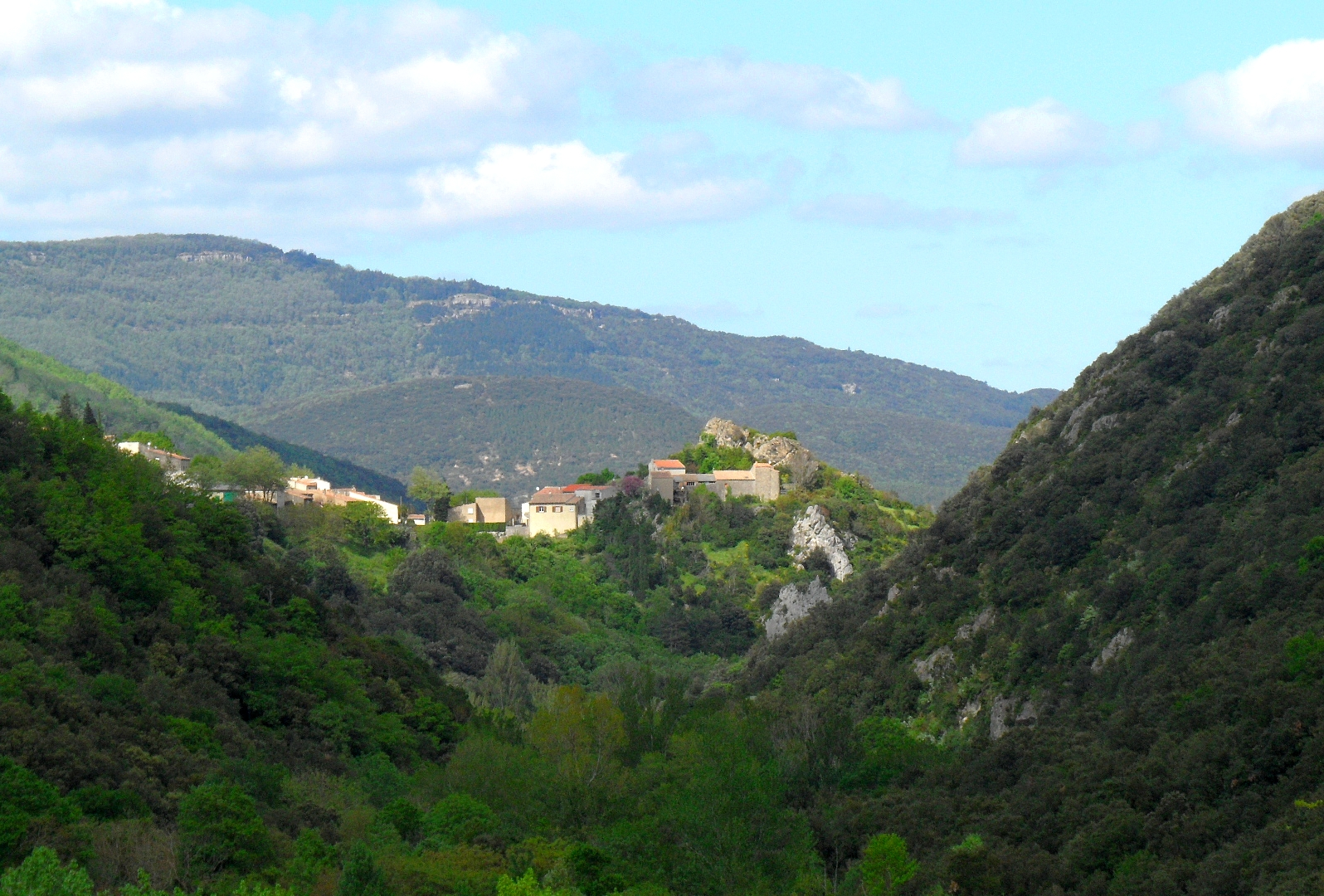
Les gorges de l'Orbieu à Montjoi.
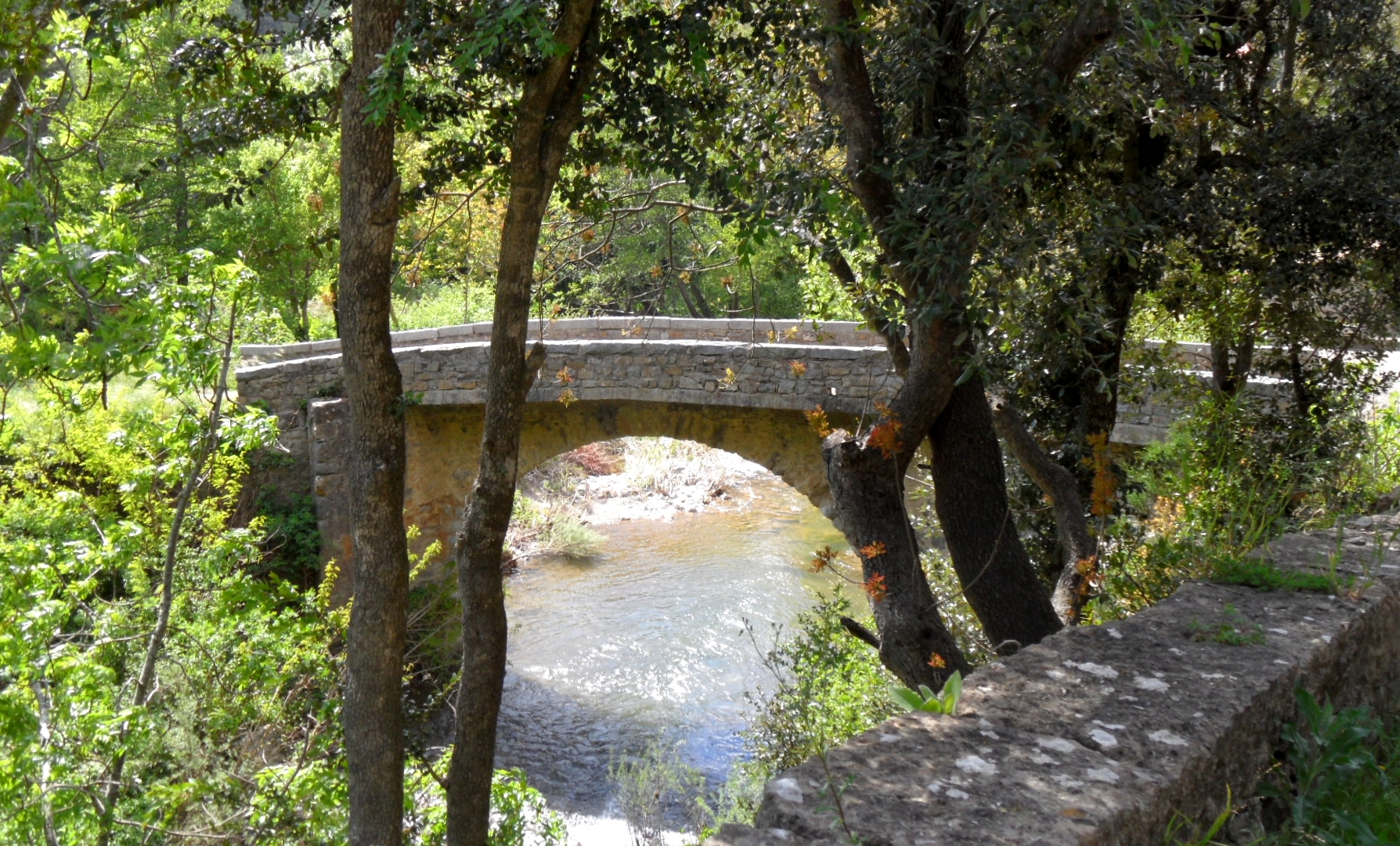
Pont sur l'Orbieu à Lanet.

Le massif du Mouthoumet comprend trois principales sorties d'eau : les sources ou groupe de sources du système d'Alet, du système de Montjoi et du système de Termes.
Deux ensembles de travertin permettent l'existence de deux sources thermales : les sources captées de l'Adoux à Termes et de Montjoi.
Au sud-est et à l'est, le chevauchement de la nappe mésozoïque des Corbières forme une limite étanche ; de même le front nord pyrénéen au sud.

### Géologie
Le massif de Mouthoumet s'est formé lors de l'orogénèse varisque au Namuro-Westphalien (~325 Ma à 298,9 ± 0,15 Ma), deux subdivisions du Carbonifère (la 5e des 6 périodes du Paléozoïque, ou ère primaire). Le massif hercynien du Paléozoïque est érodé il y a environ 245 Ma, ne laissant que son socle fait de granites et roches métamorphiques. Ce socle est recouvert au Mésozoïque (ou ère secondaire, environ −245 à −65 Ma) au niveau des Pyrénées par la mer, qui y dépose des couches épaisses de sédiments calcaires, marneux et argileux pendant plus de 100 Ma. Au Crétacé supérieur (fin du Mésozoïque), la limite sud du massif de Mouthoumet forme le littoral de l'océan.

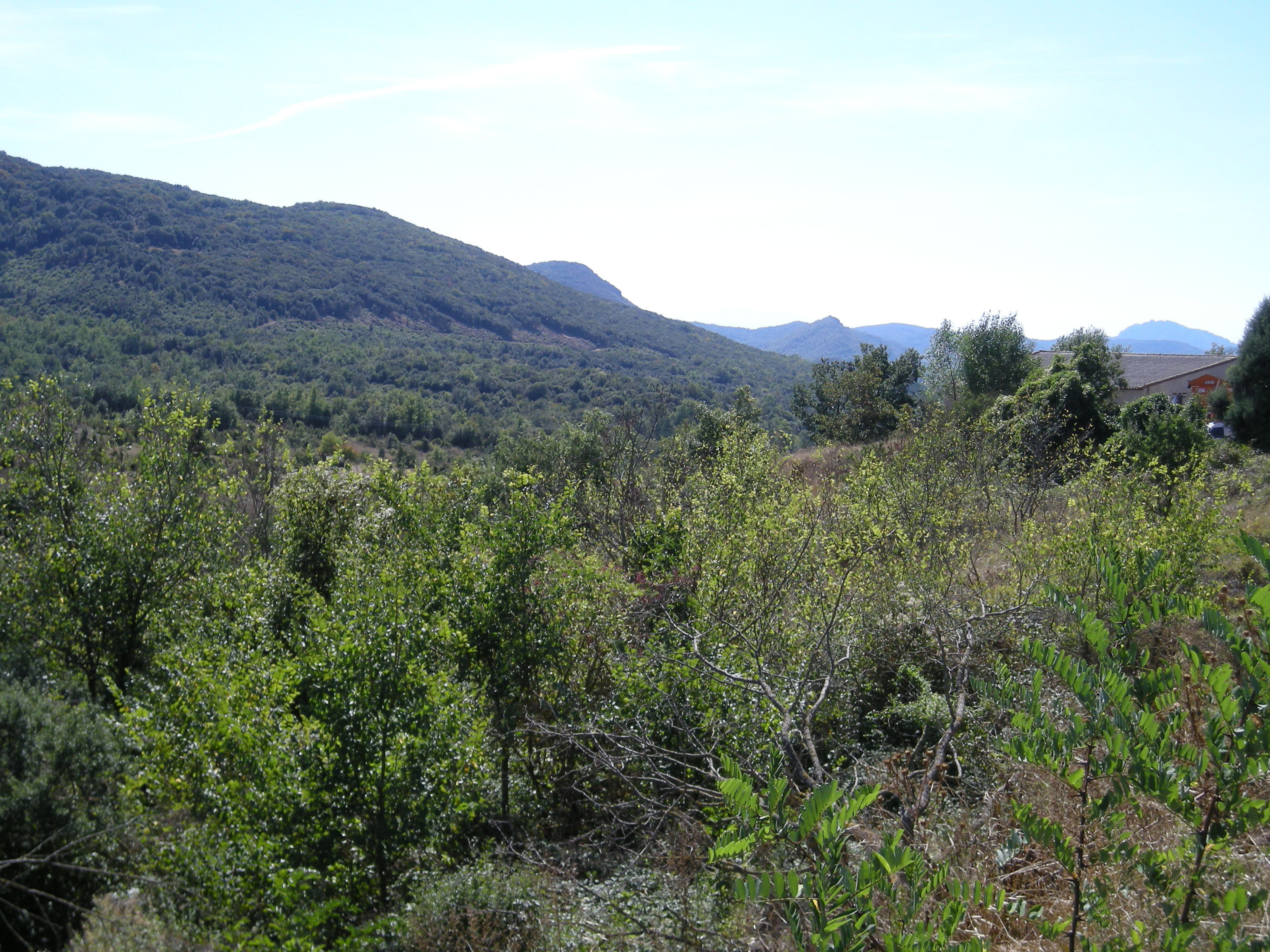
En arrière-plan, les Pyrénées vues depuis Mouthoumet.

Puis les Pyrénées s'élèvent et se plissent à l'ère tertiaire (−65 à −1,65 Ma), rehaussant ainsi le socle tout en le fracturant. En altitude, la couverture sédimentaire est érodée et les blocs granitiques sont remis au jour. Plus bas, sur le plateau de Sault et les Corbières, les sédiments subsistent.
Mais le massif de Mouthoumet, massif paléozoïque au centre de la nappe des Corbières, est une anomalie : il fait partie du socle de la zone sous-pyrénéenne et fait apparaître en surface les calcaires, dolomies et schistes du massif ancien.
Il fait partie des zones externes méridionales de l'orogénèse varisque d'Europe occidentale, comme démontré par ses successions lithologiques allant de l'Ordovicien au Carbonifère ; et participe donc du même principe de formation que le flanc sud de la montagne Noire (la pointe sud du Massif central), et que les unités des Pyrénées orientales (massif de l'Agly et zone axiale à l'est de l'Aube).
Sa structure est découpée par des failles relativement récentes. La moitié est du massif est formée d'un allochtone découpé en plusieurs nappes ; sa moitié ouest est composée d'un autochtone relatif.
À l'ouest, la branche d'Alet et celle de Cardou sont séparées par le synclinal de Couiza-Arques, au substrat méso-cénozoïque (Crétacé supérieur, Paléocène et Éocène inférieur) ; les formations du Carbonifère et du Dévonien du Mouthoumet sont recouvertes par ces substrats du Tertiaire.
Au sud-ouest, le Paléozoïque est recouvert de couches constituées principalement au Crétacé supérieur, et au Trias en plus faible proportion.
La limite est et sud-est est marquée par le chevauchement de la nappe mésozoïque des Corbières, continuation du front du chevauchement frontal nord-pyrénéen qui forme la limite nord du massif Fanges - Roc Paradet plus au sud-ouest,.
La grande faille qui marque la limite nord du Mouthoumet le sépare du synclinorium de Carcassonne avec son remplissage paléocène-éocène. C'est la « faille de Villerouge » ou « faille Nord-Mouthoumet »,.

### Climat
Le massif a un climat méditerranéen sec en été, mais sa partie ouest est marquée par une influence océanique. Le pic de Bugarach au sud et le Milobre de Bouisse au nord influent considérablement sur le climat local et notamment sur la pluviométrie : cette dernière est nettement plus élevée dans la zone entre ces deux hauteurs alors qu'elle diminue vers l'est et vers l'ouest. Ainsi la pluviométrie à Bouisse dépasse une moyenne de 1 200 mm et Bugarach reçoit plus de 1 000 mm ; mais à Alet elle n’atteint qu’un peu plus de 650 mm.

### Flore
Les schistes retiennent mieux l'humidité que les calcaires et permettent l'installation de maquis à la végétation plus luxuriante que les garrigues des sols calcaires.

### Démographie
La population est peu nombreuse et très dispersée. 

### Voies de communication
Aucun grand axe de communication ne traverse le territoire. On peut mentionner :
- la D613 qui commence à Couiza à l'ouest et dessert les petites villes de Serres, Arques, Albières, Mouthoumet, Laroque-de-Fa, Félines-Termenès et Villerouge-Termenès ;
- la D39 prolongée par la D139, la D410 puis la D123, petit axe qui relie Félines-Termenès, Davejean, Maisons et Padern au sud ;
- la D212 qui relie Lanet à Saint-Pierre-des-Champs au nord, et dessert Montjoi et Vignevieille dans le Mouthoumet et Saint-Martin-des-Puits à la sortie du massif ;
- la D40 qui borde la branche nord occidentale, desservant Lairière, Caunette-sur-Lauquet et Belcastel-et-Buc en direction de Limoux ;

la D611 qui relie Tuchan, Villeneuve-les-Corbières et Durban-Corbières ;
la D205 qui relie Villeneuve-les-Corbières, Embres-et-Castelmaure et Saint-Jean-de-Barrou ;
et la D27 qui relie Saint-Jean-de-Barrou et Durban-Corbières.

## Économie
Selon l'agence Eaufrance - Rhone-Méditerranée, l'agriculture est dominée à l'ouest par l'élevage extensif et l'exploitation forestière, et à l'est par la viticulture, mais la forêt tient malgré tout la plus large part dans la partie est du massif.